# پادشاهی برزیل
پادشاهی برزیل دولتی متشکل از پادشاهی برزیل، پرتغال بود که زیر نظر فرمانروایی مشترک اداره می‌شدند. پادشاهی متحد پرتغال، برزیل در ۱۸۱۵ میلادی به دنبال فرار خاندان سلطنتی پرتغال به برزیل، تشکیل گردید و به دنبال استقلال بزریل در ۱۸۲۲ میلادی از هم پاشید. پرتغال نیز سرانجام در ۱۸۲۵ استقلال بزریل و تشکیل امپراتوری برزیل را به رسمیت شناخت.
پادشاهی متحد پرتغال، برزیل طی حیات خود، هیچ‌گاه بر کل امپراتوری پرتغال تسلط نداشت؛ زیرا، سرزمین اصلی آن (پرتغال) تا ۱۸۲۲ میلادی، در دست ناپلئون و حکومت بعدی پرتغال باقی‌ماند. اما تمامی مستعمرات پرتغال تحت سیطره پادشاهی متحد پرتغال، برزیل قرار داشت.